# Hispidula
Hispidula is een geslacht van schimmels behorend tot de familie Helotiaceae. De typesoort is Hispidula pounamu.

## Soorten
Volgens Index Fungorum telt het geslacht vijf soorten (peildatum april 2023):
| Soortnaam            | Auteur(s)                          | Publicatiejaar |
| -------------------- | ---------------------------------- | -------------- |
| Hispidula acmenicola | P.R. Johnst.                       | 2003           |
| Hispidula dicksoniae | (G.W. Beaton & Weste) P.R. Johnst. | 2003           |
| Hispidula pounamu    | P.R. Johnst.                       | 2003           |
| Hispidula rubra      | P.R. Johnst.                       | 2003           |
| Hispidula tokerau    | P.R. Johnst.                       | 2003           |